# 正八位
正八位（日语：／ Shōhachii */?），為日本官階的一種。位於從七位之下、從八位之上。
律令制下將之分為從七位上和從七位下。明治時代初期太政官制取消上下之別。與神祇官的權少史、太政官主記相當。

## 外部連結
- 位階令 （日語） - 法令データ提供システム
- 官位相当表 （日語） - 国立国会図書館近代デジタルライブラリー